# Bründersen
Bründersen  ist ein Stadtteil der Stadt Wolfhagen im nordhessischen Landkreis Kassel.

## Geographische Lage
Bründersen liegt im westlichen Zentrum des Naturparks Habichtswald auf der Isthaebene, einer Hochfläche als Teil der Wasserscheide von Diemel und Eder. Etwas nordöstlich des auf 314 m ü. NN gelegenen Dorfs befindet sich der wuchtige Isthaberg (523,1 m), westsüdwestlich die Rauen Steine (366,4 m), nördlich das Naturschutzgebiet Glockenborn und nordnordwestlich der Graner Berg (315 m) mit dem Flugplatz Wolfhagen-Graner Berg. Nordöstlich vorbei fließt das etwa nach Norden entwässernde Mühlenwasser. Hindurch führt die Bundesstraße 251.

## Geschichte

### Ortsgeschichte
Die älteste bekannte schriftliche Erwähnung von Bründersen erfolgte unter dem Namen Brungershusen im Jahr 1123. Die Erwähnung von
1074, die mainzisches Lehen des Klosters Hasungen belegt, wird als Fälschung angesehen. In noch erhaltenen späteren Urkunden wurde der Ort auch als Brunkerishusum (1074, Fälschung), Brüngersen und Brunckirssin (1180), Brungerschin (1334), Brungherschen (1438), Bringelschen (1584), Brunnelsen (1585) und schließlich Bründersen (1747) erwähnt (in Klammern das Jahr der Erwähnung).
Im Jahr 1435 belehnte Landgraf Ludwig I. von Hessen Reinhard von Dalwigk und dessen Mündel Friedrich IV. von Hertingshausen mit Bründersen. Diese verzichteten 1438 jedoch zu Gunsten des Klosters Hasungen und gaben 1448 diese Lehen zurück. 1534 belehnte Landgraf Philipp I. seinen Marschall Hermann von der Malsburg mit Ort und Gericht. Die Herren von der Malsburg tauschten den Ort und die dortige Gerichtsbarkeit 1787 gegen landgräfliche Anteile an Oberelsungen und Niederlistingen, behielten jedoch das Kirchenpatronat in Bründersen.
Mehrfach in seiner Geschichte galt der Ort als wüst; die erste Erwähnung findet sich 1334, danach wieder um 1435 zur Zeit des Dalwigkschen Lehens. Auch 1438 erscheinen Dorf und Dorfmark in einem Verzeichnis des Klosters Hasungen als wüst, und erst 1454 wird vom gleichen Kloster wieder ein Hof an der Stelle erwähnt. Ab 1515 erscheint der Ort dann wieder als Dorf und Wüstung in den Güteverzeichnissen.
Mitte der 1970er Jahre wurde die alte Schule zu einem Dorfgemeinschaftshaus umgebaut.
Hessische Gebietsreform (1970–1977)
Zum 1. Februar 1971 wurde die bis dahin selbständige Gemeinde Bründersen im Zuge der Gebietsreform in Hessen auf freiwilliger Basis in die Stadt Wolfhagen eingemeindet. Für Bründersen wurde, wie für alle nach Wolfhagen eingegliederten Gemeinden, ein Ortsbezirk mit Ortsbeirat und Ortsvorsteher nach der Hessischen Gemeindeordnung eingerichtet.

### Verwaltungsgeschichte im Überblick
Die folgende Liste zeigt die Staaten und Verwaltungseinheiten, denen Bründersen angehörte:
- vor 1567: Heiliges Römisches Reich, Landgrafschaft Hessen, Amt Wolfhagen
- ab 1567: Heiliges Römisches Reich, Landgrafschaft Hessen-Kassel, Amt Wolfhagen
- ab 1806: Landgrafschaft Hessen-Kassel, Amt Wolfhagen
- 1807–1813: Königreich Westphalen, Departement der Fulda, Distrikt Kassel, Kanton Wolfhagen
- ab 1815: Kurfürstentum Hessen, Amt Wolfhagen[11]
- ab 1821/22: Kurfürstentum Hessen, Provinz Niederhessen, Kreis Wolfhagen[12][Anm. 1]
- ab 1848: Kurfürstentum Hessen, Bezirk Kassel
- ab 1851: Kurfürstentum Hessen, Provinz Niederhessen, Kreis Wolfhagen
- ab 1867: Königreich Preußen, Provinz Hessen-Nassau, Regierungsbezirk Kassel, Kreis Wolfhagen
- ab 1871: Deutsches Reich,  Königreich Preußen, Provinz Hessen-Nassau, Regierungsbezirk Kassel, Kreis Wolfhagen
- ab 1918: Deutsches Reich, Freistaat Preußen, Provinz Hessen-Nassau, Regierungsbezirk Kassel, Kreis Wolfhagen
- ab 1944: Deutsches Reich, Freistaat Preußen, Provinz Kurhessen, Landkreis Wolfhagen
- ab 1945: Deutsches Reich, Amerikanische Besatzungszone, Groß-Hessen, Regierungsbezirk Kassel, Landkreis Wolfhagen
- ab 1946: Deutsches Reich, Amerikanische Besatzungszone, Hessen, Regierungsbezirk Kassel, Landkreis Wolfhagen
- ab 1949: Bundesrepublik Deutschland, Hessen, Regierungsbezirk Kassel, Landkreis Wolfhagen
- ab 1971: Bundesrepublik Deutschland, Hessen, Regierungsbezirk Kassel, Landkreis Wolfhagen, Stadt Wolfhagen
- ab 1972: Bundesrepublik Deutschland, Hessen, Regierungsbezirk Kassel, Landkreis Kassel, Stadt Wolfhagen

## Bevölkerung

### Einwohnerstruktur 2011
Nach den Erhebungen des Zensus 2011 lebten am Stichtag dem 9. Mai 2011 in Bründersen 603 Einwohner. Darunter waren 6 (1,0 %) Ausländer.
Nach dem Lebensalter waren 117 Einwohner unter 18 Jahren, 243 zwischen 18 und 49, 144 zwischen 50 und 64 und 99 Einwohner waren älter. Die Einwohner lebten in 249 Haushalten. Davon waren 60 Singlehaushalte, 81 Paare ohne Kinder und 78 Paare mit Kindern, sowie 27 Alleinerziehende und 3 Wohngemeinschaften. In 48 Haushalten lebten ausschließlich Senioren und in 174 Haushaltungen lebten keine Senioren.

### Einwohnerentwicklung
Quelle: Historisches Ortslexikon
- 1585: 20 Haushaltungen
- 1747: 57 Haushaltungen

| Bründersen: Einwohnerzahlen von 1834 bis 2020 | Bründersen: Einwohnerzahlen von 1834 bis 2020 | Bründersen: Einwohnerzahlen von 1834 bis 2020 | Bründersen: Einwohnerzahlen von 1834 bis 2020 | Bründersen: Einwohnerzahlen von 1834 bis 2020 |
| --- | --------------------------------------------- | --------------------------------------------- | --------------------------------------------- | --------------------------------------------- |
| Jahr |                                               |                                               |                                               | Einwohner                                     |
| 1834 | 1834                                          |                                               | 340                                           | 340                                           |
| 1840 | 1840                                          |                                               | 349                                           | 349                                           |
| 1846 | 1846                                          |                                               | 389                                           | 389                                           |
| 1852 | 1852                                          |                                               | 427                                           | 427                                           |
| 1858 | 1858                                          |                                               | 399                                           | 399                                           |
| 1864 | 1864                                          |                                               | 421                                           | 421                                           |
| 1871 | 1871                                          |                                               | 411                                           | 411                                           |
| 1875 | 1875                                          |                                               | 427                                           | 427                                           |
| 1885 | 1885                                          |                                               | 453                                           | 453                                           |
| 1895 | 1895                                          |                                               | 473                                           | 473                                           |
| 1905 | 1905                                          |                                               | 464                                           | 464                                           |
| 1910 | 1910                                          |                                               | 467                                           | 467                                           |
| 1925 | 1925                                          |                                               | 470                                           | 470                                           |
| 1939 | 1939                                          |                                               | 519                                           | 519                                           |
| 1946 | 1946                                          |                                               | 824                                           | 824                                           |
| 1950 | 1950                                          |                                               | 780                                           | 780                                           |
| 1956 | 1956                                          |                                               | 643                                           | 643                                           |
| 1961 | 1961                                          |                                               | 624                                           | 624                                           |
| 1967 | 1967                                          |                                               | 632                                           | 632                                           |
| 1970 | 1970                                          |                                               | 615                                           | 615                                           |
| 1980 | 1980                                          |                                               | ?                                             | ?                                             |
| 1990 | 1990                                          |                                               | ?                                             | ?                                             |
| 2000 | 2000                                          |                                               | ?                                             | ?                                             |
| 2011 | 2011                                          |                                               | 603                                           | 603                                           |
| 2014 | 2014                                          |                                               | 607                                           | 607                                           |
| 2020 | 2020                                          |                                               | 631                                           | 631                                           |
| Datenquelle: Historisches Gemeindeverzeichnis für Hessen: Die Bevölkerung der Gemeinden 1834 bis 1967. Wiesbaden: Hessisches Statistisches Landesamt, 1968. Weitere Quellen: bis 1970; Stadt Wolfhagen; Zensus 2011 |                                               |                                               |                                               |                                               |

## Religion
Seit der Einführung der Reformation in Hessen sind die Einwohner mehrheitlich evangelisch.
Die Evangelische Kirche Bründersen wurde auf den Grundmauern eines Vorgängerbaus aus dem Jahr 1543 erbaut und 1742 vollendet, wie das Datum in der neuen Wetterfahne belegt. Eine ältere Wetterfahne war auf 1916 datiert. Der mit verschiedenen Inschriften versehene Altar der Kirche stammt aus dem Jahr 1754. 1923/24 wurde die Kirche instand gesetzt.
Historische Religionszugehörigkeit
| Quelle: Historisches Ortslexikon |                                                                   |
| • 1834:                          | 453 evangelische (= 100 %) Einwohner                              |
| • 1961:                          | 557 evangelische (= 89,26 %), 60 katholische (= 9,62 %) Einwohner |

## Politik
Für Bründersen besteht ein Ortsbezirk (Gebiete der ehemaligen Gemeinde Bründersen) mit Ortsbeirat und Ortsvorsteher nach der Hessischen Gemeindeordnung.
Der Ortsbeirat besteht aus neun Mitgliedern. Bei den Kommunalwahlen in Hessen 2021 betrug die Wahlbeteiligung zum Ortsbeirat 58,08 %. Es erhielten die SPD mit 67,38 % der Stimmen fünf Sitze und die  „Bürgerliste Bründersen“ (SPD) mit 42,62 % vier Sitze. Der Ortsbeirat wählte Silke Gochmann zur Ortsvorsteherin.